# صرصران
صَرْصَرَان (الاسم العلمي: Lichia amia)، سمكة بحرية وحيدة الجنس والنوع من فصيلة الشيميات. أعطانها البحر الأبيض المتوسط ومن المياه الساحلية لغرب إفريقيا إلى المياه الساحلية لشرق جنوب إفريقيا، سجلت أيضًا في البحر الأسود. يمكن أن يصل طول هذه الأسماك إلى 1.5 م. ويمكن أن يصل أقصى وزن لها إلى 18.8 كجم.